# أندريه نيكول
أندريه نيكول (بالفرنسية: André Nicolle)‏ هو ممثل فرنسي، ولد في 1 يونيو 1885 في الدائرة الثالثة في باريس في فرنسا، وتوفي في 25 فبراير 1945 في الدائرة السادسة عشرة في باريس في فرنسا.

## وصلات خارجية
- أندريه نيكول على موقع IMDb (الإنجليزية)
- أندريه نيكول على موقع ألو سيني (الفرنسية)
- أندريه نيكول على موقع قاعدة بيانات الأفلام السويدية (السويدية)
- أندريه نيكول على موقع قاعدة بيانات الفيلم (الإنجليزية)
- أندريه نيكول على موقع كينوبويسك (الروسية)